# Taekwondo aux Jeux olympiques d'été de 2004
Navigation
Sydney 2000 Pékin 2008
Aux Jeux olympiques de 2004, huit épreuves de taekwondo (quatre masculines et quatre féminines) voient 124 athlètes s'affronter. Elles se déroulent dans le Pavillon des sports du Complexe olympique de la zone côtière de Fáliro.

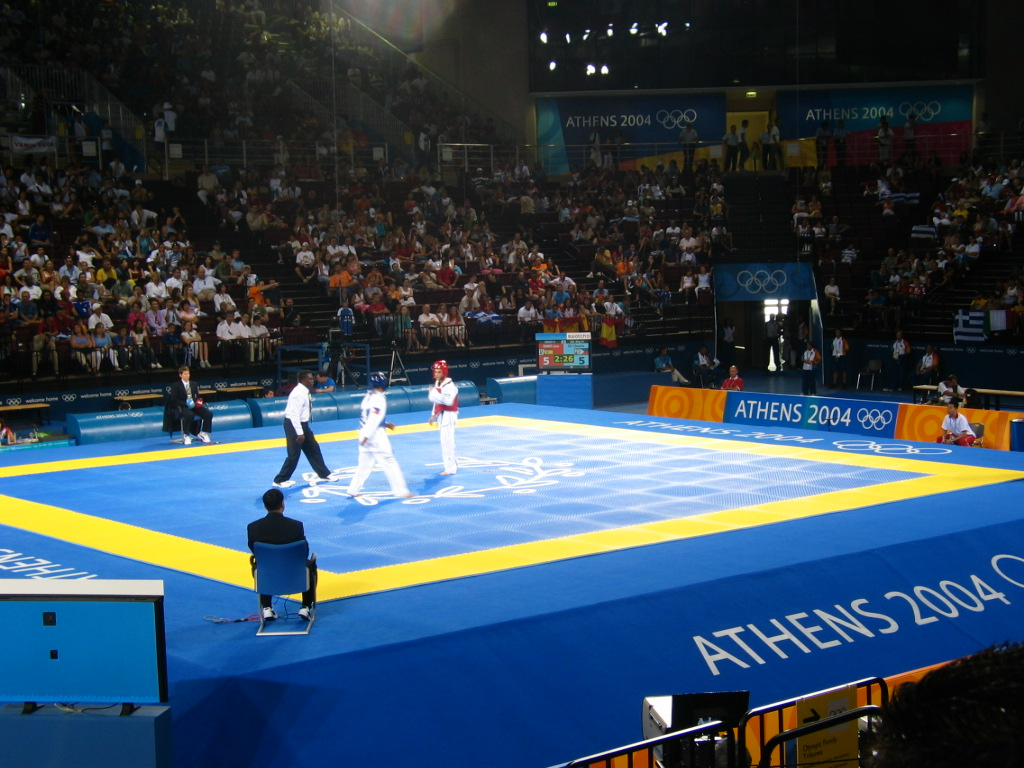
Tour préliminaire masculin au complexe olympique de Fáliro.

## Tableau des médailles
| Rang  | Nation         | Or | Argent | Bronze | Total |
| ----- | -------------- | -- | ------ | ------ | ----- |
| 1     | Chinese Taipei | 2  | 1      | 0      | 3     |
| 2     | Corée du Sud   | 2  | 0      | 2      | 4     |
| 3     | Chine          | 2  | 0      | 0      | 2     |
| 4     | États-Unis     | 1  | 1      | 0      | 2     |
| 5     | Iran           | 1  | 0      | 1      | 2     |
| 6     | Grèce          | 0  | 2      | 0      | 2     |
| 7     | France         | 0  | 1      | 1      | 2     |
| 7     | Mexique        | 0  | 1      | 1      | 2     |
| 9     | Cuba           | 0  | 1      | 0      | 1     |
| 9     | Turquie        | 0  | 1      | 0      | 1     |
| 11    | Égypte         | 0  | 0      | 1      | 1     |
| 11    | Thaïlande      | 0  | 0      | 1      | 1     |
| 11    | Venezuela      | 0  | 0      | 1      | 1     |
| Total | Total          | 8  | 8      | 8      | 24    |

## Femmes

### Moins de 49 kg
Jeudi 26 août
| Médaille           | Nom                  | Pays           |
| ------------------ | -------------------- | -------------- |
| Médaille d'or      | Chen Shih-Hsin       | Taipei chinois |
| Médaille d'argent  | Yanelis Labrada      | Cuba           |
| Médaille de bronze | Yaowapa Boorapolchai | Thaïlande      |

Tour préliminaire
Repêchages
Quarts de finale
Demi-finales
Match pour la 3e place
Finale

### Moins de 57 kg
Vendredi 27 août
| Médaille           | Nom            | Pays         |
| ------------------ | -------------- | ------------ |
| Médaille d'or      | Jang Ji-won    | Corée du Sud |
| Médaille d'argent  | Nia Abdallah   | États-Unis   |
| Médaille de bronze | Iridia Salazar | Mexique      |

Tour préliminaire
Repêchages
Quarts de finale
Demi-finales
Match pour la 3e place
Finale

### Moins de 67 kg
Samedi 28 août
| Médaille           | Nom                 | Pays         |
| ------------------ | ------------------- | ------------ |
| Médaille d'or      | Luo Wei             | Chine        |
| Médaille d'argent  | Elisavet Mystakidou | Grèce        |
| Médaille de bronze | Hwang Kyung-sun     | Corée du Sud |

Tour préliminaire
Repêchages
Quarts de finale
Demi-finales
Match pour la 3e place
Finale

### Plus de 67 kg
Dimanche 29 août
| Médaille           | Nom             | Pays      |
| ------------------ | --------------- | --------- |
| Médaille d'or      | Zhong Chen      | Chine     |
| Médaille d'argent  | Myriam Baverel  | France    |
| Médaille de bronze | Adriana Carmona | Venezuela |

Tour préliminaire
Repêchages
Quarts de finale
Demi-finales
Match pour la 3e place
Finale

## Hommes

### Moins de 58 kg
Jeudi 26 août
| Médaille           | Nom           | Pays           |
| ------------------ | ------------- | -------------- |
| Médaille d'or      | Chu Mu-Yen    | Taipei chinois |
| Médaille d'argent  | Óscar Salazar | Mexique        |
| Médaille de bronze | Tamer Bayoumi | Égypte         |

Tour préliminaire
Repêchages
Quarts de finale
Demi-finales
Match pour la 3e place
Finale

### Moins de 68 kg
Vendredi 27 août
| Médaille           | Nom                  | Pays           |
| ------------------ | -------------------- | -------------- |
| Médaille d'or      | Hadi Saei Bonehkohal | Iran           |
| Médaille d'argent  | Huang Chih-hsiung    | Taipei chinois |
| Médaille de bronze | Song Myeong-seob     | Corée du Sud   |

Tour préliminaire
Repêchages
Quarts de finale
Demi-finales
Match pour la 3e place
Finale

### Moins de 80 kg
Samedi 28 août
| Médaille           | Nom             | Pays       |
| ------------------ | --------------- | ---------- |
| Médaille d'or      | Steven Lopez    | États-Unis |
| Médaille d'argent  | Bahri Tanrikulu | Turquie    |
| Médaille de bronze | Yossef Karami   | Iran       |

Tour préliminaire
Repêchages
Quarts de finale
- Rashad Ahmadov bat  Christophe Negrel

Demi-finales
Match pour la 3e place
Finale

### Plus de 80 kg
Dimanche 29 août
| Médaille           | Nom                   | Pays         |
| ------------------ | --------------------- | ------------ |
| Médaille d'or      | Moon Dae-sung         | Corée du Sud |
| Médaille d'argent  | Alexandros Nikolaidis | Grèce        |
| Médaille de bronze | Pascal Gentil         | France       |

Tour préliminaire
Repêchages
Quarts de finale
Demi-finales
- Moon Dae-sung bat  Pascal Gentil
- Alexandros Nikolaidis bat  Abdelkader Zrouri

Match pour la 3e place
- Pascal Gentil bat  Abdelkader Zrouri

Finale
- Moon Dae-sung bat  Alexandros Nikolaidis